# Oreotrochilus cyanolaemus
Oreotrochilus cyanolaemus  (лат.) — вид птиц из семейства колибри. Открыт в Южной Америке в 2018 году.

## Распространение
Обитают только на небольшом участке местности площадью около 114 км2 в юго-западной части Анд, на территории Эквадора. Птицы встречаются вдоль заросших кустарником ручьёв на небольших грядах, не превышающих по высоте над уровнем моря 3700 м. Численность популяции — не более 750 особей.

## Описание
От других представителей своего рода (Oreotrochilus) эти колибри чётко отличаются ультрамариновым цветом иридисцентного горла.

## Сохранение
Считается, что виду угрожают пожары, выпас скота и золотодобыча.